# Региональные игры
Региональные игры — это игры, которые соединяют в себе отдельные спортивные федерации, отбираемые по принципу континентальной принадлежности. Примером таких игр могут служить Панамериканские игры, Летние Азиатские игры и т. д. В Российской Федерации проходят областные, краевые, республиканские и другие игры.